# Episodi di CSI: Cyber (prima stagione)
La prima stagione della serie televisiva CSI: Cyber, composta da 13 episodi, è stata trasmessa negli Stati Uniti sul canale CBS dal 4 marzo al 13 maggio 2015.
In Italia la stagione è stata trasmessa in prima visione assoluta dall'8 marzo al 21 giugno 2015 su Rai 2.
| nº | Titolo originale     | Titolo italiano         | Prima TV USA   | Prima TV Italia |
| -- | -------------------- | ----------------------- | -------------- | --------------- |
| 1  | Kidnapping 2.0       | Sequestro 2.0           | 4 marzo 2015   | 8 marzo 2015    |
| 2  | CMND:\Crash          | Cacciatori di disastri  | 11 marzo 2015  | 15 marzo 2015   |
| 3  | Killer En Route      | Corsa fatale            | 18 marzo 2015  | 22 marzo 2015   |
| 4  | Fire Code            | Un programma che scotta | 25 marzo 2015  | 29 marzo 2015   |
| 5  | Crowd Sourced        | Condivisione            | 8 aprile 2015  | 12 aprile 2015  |
| 6  | The Evil Twin        | Delitto quasi perfetto  | 15 aprile 2015 | 26 aprile 2015  |
| 7  | URL, Interrupted     | Persecuzione            | 21 aprile 2015 | 3 maggio 2015   |
| 8  | Selfie 2.0           | Selfie                  | 22 aprile 2015 | 17 maggio 2015  |
| 9  | L0m1s                | Krumitz contro Lomis    | 29 aprile 2015 | 24 maggio 2015  |
| 10 | Click Your Poison    | Vittime di un click     | 6 maggio 2015  | 31 maggio 2015  |
| 11 | Ghost in the Machine | Fantasmi armati         | 12 maggio 2015 | 7 giugno 2015   |
| 12 | Bit by Bit           | Bottino virtuale        | 13 maggio 2015 | 14 giugno 2015  |
| 13 | Family Secrets       | Il passato ritorna      | 13 maggio 2015 | 21 giugno 2015  |

## Sequestro 2.0
- Titolo originale: Kidnapping 2.0
- Diretto da: Eagle Egilsson
- Scritto da: Carol Mendelsohn, Ann Donahue e Anthony E. Zuiker

### Trama
Il neonato Caleb Reynolds viene rapito nel cuore della notte dalla sua abitazione a Baltimora, nel Maryland. La webcam per il controllo neonatale installata sulla culla del bambino è stata manomessa per nascondere l'identità del rapitore, perciò il caso viene affidato alla squadra Cyber, una divisione dell'FBI specializzata in crimini informatici. Le indagini sono affidate alla squadra comandata dall'agente speciale ed ex psicologa Avery Ryan, composta dall'agente Elijah Mundo, il tecnico Daniel Krumitz e gli analisti Raven Ramirez e Brody Nelson. Raven e Brody sono stati entrambi black hat, ovvero criminali informatici, e sono stati reclutati nella squadra come parte di un programma riabilitativo voluto dalla stessa Avery; Krumitz, invece, è un white hat, ossia un hacker che mette le sue competenze al servizio della legge. Avery interroga Fran e Steve Reynolds, i genitori di Caleb: la coppia riferisce di avere sentito delle voci che parlavano in cinese provenire dalla webcam e Krumitz e Brody scoprono che il dispositivo è stato infettato con un malware che rubava e trasmetteva informazioni su Caleb prendendole dalle e-mail di Fran Reynolds. La squadra rintraccia la fonte del malware in un magazzino portuale dove trovano un neonato, che tuttavia non è Caleb, e un uomo, Bill Hookstraten: quest'ultimo è il padre biologico di Caleb ed era il destinatario delle e-mail di Fran. Bill sostiene di essere stato ricattato da qualcuno che ha minacciato di rivelare il segreto sulla paternità di Caleb, costringendolo a collaborare con i misteriosi responsabili del rapimento. Le indagini portano a Vicky McDale, una ragazza le cui impronte sono state rinvenute sul pannolino del neonato recuperato al magazzino e che assieme al suo ragazzo Ricky è parte di una banda che rapisce neonati per motivazioni ignote: Vicky e Ricky sono infatti i rapitori di Caleb. Avery ed Elijah li arrestano, ma prima che possano interrogarli un sicario uccide entrambi i ragazzi. Nella tasca di Ricky viene trovata una scheda con voci in cinese identica a quella utilizzata per manomettere la webcam a casa Reynolds: analizzandola e isolando le voci si scopre che esse sono in realtà registrazioni sovrapposte di voci appartenenti a coppie di nazionalità differenti coinvolte in un traffico di adozioni illegali. I bambini rapiti vengono venduti all'asta e le voci presenti nella scheda sono per l'appunto le coppie intente a registrare la propria offerta. Krumitz riesce a individuare ed eliminare la debolezza nel sistema delle webcam che ha permesso l'installazione del malware e i trafficanti, messi alle strette, inviano un messaggio d'intimidazione che tuttavia permette all'FBI di rintracciarli: i trafficanti vengono così arrestati e Caleb Reynolds e gli altri neonati rapiti sono tratti in salvo.
- Guest star: Michael Irby (dott. David Ortega), Susan May Pratt (Fran Reynolds), Kenneth Mitchell (Steve Reynolds), Brady Smith (Bill Hookstraten), Rae Gray (Vicky McDale), Jake Richardson (Ricky Scaggs), Nelson Lee (Detective Cho), Judah Lewis (Denny Metz).
- Ascolti USA: 10 460 000 telespettatori – share 18-49 anni 6%[3]
- Ascolti Italia: 2 431 000 telespettatori – share 8,54%[4]

## Cacciatori di disastri
- Titolo originale: CMND:\Crash
- Diretto da: Jeff T. Thomas
- Scritto da: Pam Veasey e Craig O'Neill

### Trama
In un parco divertimenti a Richmond, in Virginia, un convoglio dell'otto volante deraglia uccidendo sul colpo una ragazza di nome Sarah Miller e ferendo decine di persone: il rapporto dell'incidente rivela che qualcuno ha disattivato i controlli di sicurezza del computer che controlla la giostra. Poiché il computer è isolato in quanto privo di connessione internet la squadra conclude che il responsabile doveva necessariamente trovarsi sul posto al momento del fatto. Il sospettato principale è il fidanzato di Sarah Miller, Alex Davis, un tecnico informatico licenziato due mesi prima che risulta avere tentato di accedere alla sala controllo diverse volte dopo l'allontanamento; l'uomo, però, si rivela innocente perché il vero colpevole ha in realtà clonato il tesserino magnetico di Davis senza sapere che l'uomo non è più un dipendente della struttura. Krumitz scopre che nel computer era stata inserita una scheda nascosta controllabile via bluetooth che avrebbe permesso al colpevole di manipolarlo fino a venti metri di distanza: la squadra conclude perciò che il soggetto doveva trovarsi tra la folla al momento dello schianto e Avery ipotizza che si tratti di un voyeur attratto dal sangue e dalla violenza. Raven e Brody Nelson trovano tracce di sangue sulla scheda utilizzata per controllare il computer dell'otto volante e si scopre che esso appartiene a Ronnie Dalton, un informatore protetto dell'FBI: interrogato da Elijah, Ronnie ammette di avere costruito la scheda, ma di non conoscere l'identità dell'acquirente a cui l'ha venduta. Dietro richiesta di Avery, Brody si infiltra in un forum clandestino dove vengono postati filmati di morti violente e risale a "Otto", un black hat hacker aspirante membro del forum a cui è stato negato l'accesso perché l'incidente dell'otto volante non era abbastanza truculento; pur di farsi ammettere "Otto" è disposto a causare incidenti ancora più gravi e promette di colpire la linea gialla della metropolitana a Boston. Krumitz riesce a bloccare "Otto" per il tempo necessario a permettere a Elijah di salire sul treno e, guidato da Brody, l'agente riesce a trovare e a disattivare la scheda inserita dall'hacker, salvando la situazione: "Otto", individuato da Avery, viene così arrestato.
- Parola chiave: Black hat hacker
- Guest star: Jason George (Colin Vickner), Joe Reegan (Alex Davis), Christopher Douglas Reed (Ronnie Dalton).
- Altri interpreti: Matthew R. Staley (Otto), Joanna Bennett (Sarah Miller), Alisa Allapach (amica di Sarah), McKenna Grace (Michelle Mundo), Noel Arthur (poliziotto), Kevin Austin (addetto giostra), Jarrod Crawford (uomo al parco), Daniele Lawson (Stephanie), Anise Fuller (madre di Stephanie), Toni Romano-Cohen (donna al parco), Scott Cooper Ryan (ragazzo).
- Ascolti USA: 9 710 000 telespettatori – share 18-49 anni 6%[5]
- Ascolti Italia: 2 334 000 telespettatori – share 7,99%[6]

## Corsa fatale
- Titolo originale: Killer En Route
- Diretto da: Richard J. Lewis
- Scritto da: Matt Whitney e Brandon Guercio

### Trama
La polizia di Boston si rivolge alla squadra dell'agente Avery Ryan per risolvere un omicidio di un cliente di servizio di taxi privato. Sulla scena del crimine trovano l'uomo strangolato e pieno di escoriazioni provocate da un taser e inoltre nella bocca trovano un dado con il numero 2. Il team scopre che l'assassino ha perso il figlio in un incidente, causato da un tassista privato della "Zogo", una società creatrice di un'applicazione per la ricerca di corse di taxi privati. Dopo un inseguimento per le strade di Boston riescono a bloccare l'assassino prima che compia il terzo omicidio.
- Parola chiave: phishing
- Guest star: Angela Trimbur (Francine Krumitz, sorella di Daniel), Aaron Abrams (Patrick Murphy, tassista), James C. Burns (Detective Brian Linney), Trevor St. John (Derrick Wilson), Jackson Davis (Cade Matthews, vittima #2), Anne Leighton (Regina, capo di Cade).
- Ascolti USA: 7 960 000 telespettatori – share 18-49 anni 5%[7]
- Ascolti Italia: 2 539 000 telespettatori – share 8,88%[8]

## Un programma che scotta
- Titolo originale: Fire Code
- Diretto da: Howard Deutch
- Scritto da: Matt Whitney

### Trama
Una notte gli elettrodomestici di una casa iniziano improvvisamente a funzionare autonomamente per alcuni minuti e poco dopo un rogo si sviluppa a partire dalla stampante. La squadra identifica nel software della macchina una vulnerabilità 0-day in grado di rendere ogni esemplare di quel modello una potenziale arma controllabile in remoto. Quella che sembra una colossale disattenzione nel codice maligno conduce direttamente al piromane che ha innescato l'incendio, ma poco dopo il suo arresto i roghi si susseguono. Mentre Brody nota qualcosa di familiare nel codice scritto dall'hacker Elijah non sa come affrontare la scelta della sua ex moglie, intenzionata a trasferirsi a San Diego con la loro bambina.
- Parola chiave: zero-day
- Guest star: Will Peltz (Meta), Alexie Gilmore (Devon Atwood, moglie di Elijah), Adam Shapiro (Rusty, informatore).
- Ascolti USA: 8 160 000 telespettatori – share 18-49 anni 5%[9]
- Ascolti Italia: 2 287 000 telespettatori – share 8,16%[10]

## Condivisione
- Titolo originale: Crowd Sourced
- Diretto da: Eriq La Salle
- Scritto da: Craig O'Neill

### Trama
Una bomba esplode fuori da un cinema, provocando la morte di molte persone. L'attentatore ha fatto in modo che il procedere del conto alla rovescia venisse regolato dai dispositivi elettronici presenti sulla scena in una sorta di crowdsourcing, al fine di imputare una qualche responsabilità dell'atto alle ignare persone che stazionavano nella zona. Il criminale pubblica in rete un filmato degli eventi, avvertendo che la milionesima visualizzazione innescherà un'altra bomba nascosta in città. Mentre il resto della squadra tenta di rallentare il contatore e localizzare il terrorista Avery incontra in prigione l'autore del sofisticato firewall che protegge il video, un black hat che un tempo faceva parte della sua divisione.
- Parola chiave: crowdsourcing
- Guest star: Andrew Lawrence (Tobin), Shelley Robertson (Marie Carter, madre di una vittima), Nathan Sutton (dinamitardo).
- Ascolti USA: 8 250 000 telespettatori – share 18-49 anni 5%[11]
- Ascolti Italia: 2 197 000 telespettatori – share 8,06%[12]

## Delitto quasi perfetto
- Titolo originale: The Evil Twin
- Diretto da: Rob Bailey
- Scritto da: Pam Veasey

### Trama
In un albergo di New York, situato presso le Nazioni Unite, viene violato il wi-fi interno. Si teme che l'intrusione punti all'acquisizione di dati sensibili, perciò viene chiamata la squadra di Avery, la quale scopre un delitto nascosto da giorni.
- Parola chiave: hospitality hack (violare la rete interna di un albergo per depredare dipendenti e ospiti).[13]
- Guest star: Justin Bruening (Evan Wescott, indiziato), Kristopher Higgins (Shane Tillman, fidanzato della vittima), Heather McComb (Elaine, consulente per l'albergo).
- Ascolti USA: 8 120 000 telespettatori – share 18-49 anni 5%[14]
- Ascolti Italia: 2 021 000 telespettatori – share 7,30%[15]

## Persecuzione
- Titolo originale: URL, Interrupted
- Diretto da: Kate Dennis
- Scritto da: Kate Sargeant Curtis

### Trama
La diciassettenne Zoey Tan sparisce senza lasciare traccia. La ragazza era vittima di cyberbullismo e il suo cellulare e il suo computer erano stati infettati da un programma che ha permesso a qualcuno di attuare un'azione di spoofing, ovvero di manipolare i suoi dispositivi. La stessa persona ha inoltre creato un sito dove la ragazza è bersaglio di insulti e minacce. La squadra rintraccia un ragazzo di nome Owen Campbell, con cui Zoey aveva una relazione virtuale da qualche mese e che sembrerebbe averla incoraggiata a scappare di casa, ma si scopre che anche Owen è stato vittima di spoofing: il vero colpevole, infatti, si è spacciato per lui per adescare Zoey. Raven identifica alcuni ragazzi particolarmente attivi sul sito che prende di mira Zoey e poco dopo la stessa Zoey pubblica in rete un video in cui annuncia che troverà e ucciderà il misterioso cyberbullo. Krumitz scopre che il bullo utilizzava un computer della biblioteca scolastica per controllare i dispositivi di Zoey e vi installa una cimice per scovare il responsabile. Nelson, intanto, rintraccia il segnale dell'iPad utilizzato da Zoey per pubblicare il video, ma Avery ed Elijah scoprono che l'iPad in questione apparteneva in realtà a una donna e che Zoey, dopo averlo usato, ha fatto in modo di restituirglielo; Avery riconosce in ciò un primo segnale di rimorso. Zoey inizia ad attaccare uno dopo l'altro tutti i ragazzi che l'hanno tormentata in rete tramite azioni di cyberbullismo con l'obiettivo di costringere il suo persecutore a uscire allo scoperto: il primo a essere colpito è Aaron, il figlio di Simon, seguito da Jennifer Mayfield, ex migliore amica di Zoey. Avery capisce che la vera vittima degli attacchi non è Zoey, bensì suo padre Jordan: il cyberbullo, infatti, è Arianna Peterson, la consulente scolastica, intenzionata a vendicarsi di Jordan per averla lasciata. La donna viene arrestata, mentre Zoey viene ritrovata ferita in un bosco: si è infatti colpita accidentalmente con uno dei fucili con cui voleva uccidere il cyberbullo mentre tentava di gettarli via, rivelando di essersi pentita di ciò che voleva fare. Ristabilitasi, Zoey pubblica un ultimo video in cui perdona i ragazzi che l'avevano insultata e ricorda loro il terribile potere che possono avere le parole, invitandoli a essere d'ora in poi più responsabili.
- Parola chiave: spoofing (insieme di tecniche che permettono di controllare i dispositivi altrui).
- Guest star: Byron Mann (Jordan Tan), Ashley Jones (Arianna Peterson), Booboo Stewart (Owen Campbell), Irene Choi (Zoey Tan), Nathan Gamble (Aaron Sifter), Ana Mulvoy-Ten (Jennifer Mayfield).
- Altri interpreti: Roxanne Beckford (Isabella), Brandon Ford Green (detective Felix Garcia).
- Ascolti USA: 8 420 000 telespettatori – share 18-49 anni 4%[16]
- Ascolti Italia: 1 997 000 telespettatori – share 7,47%[17]

## Selfie
- Titolo originale: Selfie 2.0
- Diretto da: Eagle Egilsson
- Scritto da: Anthony E. Zuiker

### Trama
La squadra è chiamata a indagare sull'omicidio di una ragazza le cui pagine sui social media continuano a essere aggiornate nonostante la morte risalga a oltre un mese prima. La vittima si chiamava Elizabeth Marks ed era stata rapita due anni prima, ma la sua scomparsa non è mai stata denunciata a causa del depistaggio operato dal rapitore, che, continuando ad aggiornare la pagina di Elizabeth, ha fatto credere alla famiglia che la ragazza fosse ancora viva. L'autopsia rivela che Elizabeth è stata tenuta segregata per circa un anno e Avery ipotizza che il sequestratore si sia infine stancato di lei e l'abbia uccisa per potere passare alla vittima successiva. Esaminando i casi di sparizione risalenti allo stesso periodo del rapimento di Elizabeth la squadra risale a Missy Bowers, una ragazza sulle cui pagine sono postati aggiornamenti fasulli molto simili a quelli di Elizabeth. Le due ragazze avevano in comune un enorme numero di selfie e il fatto di non avere disattivato la funzione di geolocalizzazione sul cellulare con cui hanno scattato le foto, cosa che ha permesso al sequestratore di rintracciarle. Analizzando una sequenza numerica tatuata sul corpo di Elizabeth la squadra scopre che sia Missy che Elizabeth sono solo le ultime di una lunga lista di rapimenti e, grazie a una ripresa del rapimento di Missy, risale all'esecutore materiale: si tratta della prima ragazza scomparsa, Vanessa Gillerman, plagiata dal vero sequestratore e ora sua apprendista. Avery interroga Juliet, sorella di Vanessa, e quest'ultima rivela che sia lei che Vanessa sono state molestate dal padre; Avery riesce a fare uscire allo scoperto Vanessa riferendole, falsamente, la morte del genitore e Vanessa viene arrestata, ma la ragazza è affetta dalla sindrome di Stoccolma e rifiuta di collaborare. Il sequestratore, Jasper Cross, viene comunque identificato e neutralizzato e le ragazze catturate vengono liberate; tra di esse c'è anche Missy, che rivela che Elizabeth è stata uccisa da Vanessa per avere tentato la fuga. Nel frattempo Avery cerca di aiutare Trish McCarthy, sorella di Danielle McCarthy, una paziente incinta di Avery che fu assassinata a causa di una violazione informatica tramite cui l'omicida rubò i dati della donna; Avery si sente ancora in colpa per l'accaduto, ma la vicenda di Missy Bowers e Vanessa Gillerman le darà la forza per andare fino in fondo.
- Parola chiave: location services (insieme dei programmi che consentono di localizzare un dispositivo).
- Guest star: Rosanna Arquette (Trish McCarthy), Michael Irby (dott. David Ortega), Lisa Darr (Judith Bowers), Aja Evans (Juliet Gillerman), Grace Phipps (Vanessa Gillerman), Brett Rickaby (Jasper Cross), Patrick Cavanaugh (Craig Tipton), Rachel G. Fox (Elizabeth Marks), Rafael Petardi (dott. Eddie Palermo), Jonna Walsh (Missy Bowers).
- Ascolti USA: 8 270 000 telespettatori – share 18-49 anni 5%[18]
- Ascolti Italia: 2 012 000 telespettatori – share 7,64%[19]

## Krumitz contro Lomis
- Titolo originale: L0m1s
- Diretto da: Nathan Hope
- Scritto da: Michael Brandon Guercio

### Trama
Alcuni aerei, tutti decollati da Miami, vengono colpiti da un attacco che blocca il Wi-Fi di bordo. La squadra individua i dispositivi da cui è partita la violazione e i relativi proprietari, ma tutti si dichiarano ignari dell'accaduto. Subito dopo qualcuno ruba i dati dei passeggeri in attesa all'aeroporto e la squadra capisce che l'attacco al Wi-Fi è stato in realtà un diversivo per coprire il furto. Krumitz, esaminando il codice utilizzato dal responsabile, scopre che si tratta di L0m1s, un leggendario e inafferrabile hacker la cui identità è completamente sconosciuta. L0m1s ha infettato i dispositivi tramite un malware che ha inserito in un punto di ricarica pubblico all'aeroporto, un'azione nota come juice jacking: i cellulari dei passeggeri sono stati infettati durante la ricarica. Krumitz e Nelson rimuovono il malware dal punto di ricarica, e L0m1s replica bloccando tutti i cellulari infetti con un ransomware, un tipo di programma che impedisce l'utilizzo del dispositivo richiedendo un pagamento per la sua rimozione: L0m1s concede ventiquattro ore per pagare il riscatto, altrimenti renderà pubblici tutti i dati rubati. Tra le vittime del ransomware c'è anche la senatrice Carla Finnis, che mette pressione alla squadra affinché catturi al più presto L0m1s; nonostante molte vittime tentino di pagare il riscatto, però, L0m1s divulga comunque le informazioni rubate, incluse quelle della senatrice Finnis. All'aeroporto viene rinvenuto il cadavere di Rachel Carrington, un'addetta alle promozioni che durante l'attacco era assegnata al punto di ricarica infetto; esaminando le riprese di sicurezza Avery ed Elijah scoprono che i complici di L0m1s hanno allontanato Rachel con un banale pretesto in modo da potere installare il dispositivo di juice jacking. La squadra rintraccia i responsabili grazie a un acquisto portato a termine con una carta di credito rubata, ma essi rivelano di non conoscere l'identità di L0m1s: l'hacker, infatti, ha tradito i suoi complici in modo da non farsi trovare. Krumitz, analizzando il dispositivo di juice jacking, risale al momento esatto dell'installazione e scopre la vera identità di L0m1s, che si rivela essere una ragazza di sedici anni, Willa Hart. Arrestata, la ragazza ammette di avere fatto tutto per puro divertimento, ma viene comunque rilasciata perché ancora minorenne; la notizia delude molto Krumitz, che era sulle tracce di L0m1s da anni. Avery capisce che Krumitz ha potuto scoprire l'identità di L0m1s ottenendo una sua immagine senza autorizzazione federale e lo rimprovera per avere ottenuto la sua vittoria su L0m1s slealmente; svergognato, Krumitz si rende conto di essere stato in realtà sconfitto un'altra volta.
- Parola chiave: juice jacking (intrusione in un dispositivo personale mentre si sta semplicemente ricaricando la batteria).[13]
- Guest star: Jason George (Colin Vickner), Colby French (Robert Hart), Rachael Kathryn Bell (Willa Hart/L0m1s), Kristin Carey (senatrice Carla Finnis).
- Ascolti USA: 7 230 000 telespettatori – share 18-49 anni 4%[20]
- Ascolti Italia: 2 338 000 telespettatori – share 9,03%[21]

## Vittime di un click
- Titolo originale: Click Your Poison
- Diretto da: Dermott Downs
- Scritto da: Denise Hahn

### Trama
Un uomo cardiopatico, Carl Bruno, muore nonostante assumesse farmaci adatti, in realtà alterati, che aveva acquistato tramite un sito apparentemente sicuro.
- Parola chiave: malvertisement (annuncio infetto online che reindirizza l'ignaro utente a un sito maligno).[13]
- Guest star: Michael Irby (dott. David Ortega, medico legale), Tehmina Sunny (Tanya Schaffer), Dahlia Salem (Jane Bruno, moglie della vittima), Kevin Oestenstad (Paul Cummings, colpevole involontario), Brian McNamara (Marcus Billings).
- Ascolti USA: 7 330 000 telespettatori – share 18-49 anni 4%[22]
- Ascolti Italia: 1 673 000 telespettatori – share 6,90%[23]

## Fantasmi armati
- Titolo originale: Ghost in the Machine
- Diretto da: Alex Zakrzewski
- Scritto da: Richard Catalani e Carly Soteras

### Trama
Un adolescente rimane incidentalmente ucciso da un'arma nascosta in un trapano elettrico che doveva consegnare. Si scopre che era stato contattato da un hacker nelle sue sessioni di gioco multiplayer.
- Parole chiave: fenomeni di transfer da gioco (quando un giocatore crede di potere riprodurre le abilità fisiche del suo avatar online nel mondo reale).[13][24]
- Guest star: Alexie Gilmore (Devon Atwood, moglie di Elijah), Antonio Jaramillo (Viper75).
- Ascolti USA: 8 660 000 telespettatori – share 18-49 anni 4%[25]
- Ascolti Italia: 1 758 000 telespettatori – share 7,78%[26]

## Bottino virtuale
- Titolo originale: Bit by Bit
- Diretto da: Aaron Lipstadt
- Scritto da: Thomas Hoppe

### Trama
Durante una rapina a una gioielleria il figlio dei proprietari viene ucciso da un colpo di pistola. Il team della Avery, giunto sul luogo del delitto, scopre che il rapinatore ha trafugato, da un portatile, l'intero ammontare dei bitcoin, una moneta virtuale, circa 500.000 dollari. Durante le indagini il team scopre che per potere prelevare i bitcoin è necessario possedere due distinte password e alla fine riescono a bloccare i delinquenti, prima che recuperino la seconda password.
- Parola chiave: botnet
- Guest star: Tony Amendola (Ellis Christos), Brandon Barash (Stephen Christos, un figlio di Ellis), Neil Brown Jr. (Detective), Robin Karfo (Tabitha Chistos, moglie di Ellis), Lucas Kerr (Henry Spitz), Blake Shields (Jeremy Spitz).
- Ascolti USA: 6 680 000 telespettatori – share 18-49 anni 4%[27]
- Ascolti Italia: 1 668 000 telespettatori – share 6,94%[28]

## Il passato ritorna
- Titolo originale: Family Secrets
- Diretto da: Anton Cropper
- Scritto da: Craig O'Neill, Pam Veasey e Matt Whitney

### Trama
Mentre Avery si confronta, venendo poi rapita, con l'hacker che ha pubblicato i dati dei suoi pazienti di quando era psicologa a New York, Krumitz si trova di fronte all'uomo che ha ucciso i suoi genitori, appena ritrovato morto in un vicolo.
- Parola chiave: remote access trojan (RAT) (malware che permette a un hacker di infettare e controllare cellulari, tablet o computer).[13]
- Guest star: Brent Sexton (Andrew Michaels, ex marito di Avery), Angela Trimbur (Francine Krumitz, sorella di Daniel), David Dastmalchian (Logan Reeves).
- Ascolti USA: 6 680 000 telespettatori – share 18-49 anni 4%[27]
- Ascolti Italia: 1 439 000 telespettatori – share 6,28%[29]